# Maison d'Oldenbourg
Pour les articles homonymes, voir Oldenbourg (homonymie).
La maison d'Oldenbourg est une famille de la noblesse allemande issue du comté d'Oldenbourg, dont le territoire correspondait au nord de l'actuelle Basse-Saxe. 
Le premier comte d'Oldenbourg, Egilmar, semble avoir principalement dominé la région à partir de Wildeshausen (Basse-Saxe). La ville d'Oldenbourg qui lui appartient déjà ne devient le centre du pouvoir que sous le règne du comte Christian Ier, vers 1143.
Cette famille règne sur le Danemark de 1448 (roi Christian) à 2024, sur la Norvège depuis 1905, sur le Royaume-Uni depuis 2022 (Charles III). Elle a également donné des souverains à la Russie (1762-1917), à la Grèce (1863-1973) et à la Suède (1751-1818).
Son chef de nom et d'armes est depuis 2023 Friedrich Ferdinand de Schleswig-Holstein-Sonderbourg-Glücksbourg, né en 1985.

## Maison d'Oldenbourg (1143-1667)
Entre parenthèses figure la date d'extinction ou, parfois, de fin de souveraineté.
- Maison d'Oldenbourg
  - Comtes d'Oldenbourg
    - Rois de Danemark et de Norvège (1863)
      - 
        - Ducs de Sonderbourg puis de Franzhagen (1709)
          - Ducs d'Augustenbourg (1931)
          - Ducs de Beck puis de Glücksbourg
            - Rois de Danemark
              - Rois de Norvège
              - Rois des Hellènes (1973)
                - Rois du Royaume-Uni

          - Ducs de Wiesenbourg (1744)

        - Ducs de Glücksbourg (1779)
        - Ducs de Plön (1706)
          - Ducs de Norbourg (1761)
          - Ducs de Rethwisch (1729)

      - Ducs de Gottorp (1773)
        - Empereurs de Russie (1917)
        - 
          - Rois de Suède (1818)
          - Ducs puis grands-ducs d'Oldenbourg (1918)

    - Comtes d'Oldenbourg (1667)
      - Comtes de Delmenhorst (1647)

  - Comtes de Delmenhorst (1447)

### Branche aînée
- Christian Ier d'Oldenbourg (1123-1167), comte d'Oldenbourg (1143-1167)
  - Maurice Ier d'Oldenbourg (1145-1209), comte d'Oldenbourg (1167-1209)
    - Christian II d'Oldenbourg (1178-1233), comte d'Oldenbourg (1209-1233)
      - Jean Ier d'Oldenbourg (1204-1270), comte d'Oldenbourg (1233-1270)
        - Christian III d'Oldenbourg (1250-1285), comte d'Oldenbourg (1270-1285)
          - Jean II d'Oldenbourg (1272-1315), comte d'Oldenbourg (1285-1315)
            - Christian IV d'Oldenbourg (1295-1323), comte d'Oldenbourg (1315-1323)
            - Jean III d'Oldenbourg (1302-1342), comte d'Oldenbourg (1315-1342)
              - Jean IV d'Oldenbourg (1331-1356), comte d'Oldenbourg (1345-1356)

            - Conrad Ier d'Oldenbourg (1313-1347), comte d'Oldenbourg (1315-1347)
              - Conrad II d'Oldenbourg (1331-1401), comte d'Oldenbourg (1356-1401)
              - Christian V d'Oldenbourg (1342-1399), comte d'Oldenbourg (1368-1398)
                - Thierry d'Oldenbourg (1390-1440), comte d'Oldenbourg (1423-1440)
                  - Christian VI d'Oldenbourg (1426-1481), comte d'Oldenbourg (1440-1449)  puis roi de Danemark (1448-1481), de Norvège (1450-1481), et de Suède (1457-1464)
                  - Gérard d'Oldenbourg (1430-1500), comte d'Oldenbourg (1449-1483)
                    - Adolphe d'Oldenbourg (1458-1500), comte d'Oldenbourg (1482-1500)
                    - Jean V d'Oldenbourg (1460-1526), comte d'Oldenbourg (1482-1526)
                      - Jean VI d'Oldenbourg (1501-1548), comte d'Oldenbourg (1526-1529)
                      - Christophe d'Oldenbourg (1504-1566), comte d'Oldenbourg (1529-1566)
                      - Antoine Ier d'Oldenbourg (1505-1573), comte d'Oldenbourg (1529-1573)
                        - Jean VII d'Oldenbourg (1540-1603), comte d'Oldenbourg (1573-1603)
                          - Antoine-Gonthier d'Oldenbourg (1583-1667), comte d'Oldenbourg (1603-1667) et de Delmenhorst (1647-1667)

### Branche de Delmenhorst
- Jean Ier d'Oldenbourg (1204-1270), comte d'Oldenbourg (1233-1270)
  - Othon II d'Oldenbourg-Delmenhorst (-1304), comte de Delmenhorst (1278-1304)
    - Jean d'Oldenbourg-Delmenhorst (1294-1347), comte de Delmenhorst (1304-1347)
    - Christian d'Oldenbourg-Delmenhorst (1294-1355), comte de Delmenhorst (1304-1355)
      - Othon III d'Oldenbourg-Delmenhorst (1337-1374), comte de Delmenhorst (1355-1374)
        - Othon IV d'Oldenbourg-Delmenhorst (1367-1418), comte de Delmenhorst (1374-1418)
          - Nicolas d'Oldenbourg-Delmenhorst (-1447), comte de Delmenhorst (1418-1436)

### Seconde branche de Delmenhorst
- Antoine Ier d'Oldenbourg (1505-1573), comte d'Oldenbourg (1529-1573)
  - Jean VII d'Oldenbourg (1540-1603), comte d'Oldenbourg (1573-1603) et de Delmenhorst (1573-1577)
    - Antoine-Gonthier d'Oldenbourg (1583-1667), comte de Delmenhorst (1603-1667) et de Delmenhorst (1647-1667)

  - Antoine II d'Oldenbourg-Delmenhorst (1550-1619), comte de Delmenhorst (1577-1619)
    - Antoine-Henri d'Oldenbourg-Delmenhorst (1604-1622), comte de Delmenhorst (1619-1622)
    - Christian VII d'Oldenbourg-Delmenhorst (1612-1647), comte de Delmenhorst (1622-1647)

## Maison de Danemark (1448-1863)
- Christian Ier de Danemark (Christian VI d'Oldenbourg) (1426-1481), roi de Danemark (1448-1481), roi de Norvège (1450-1481), roi de Suède (1457-1464)
  - Jean Ier de Danemark (1455-1513), roi de Danemark et de Norvège (1481-1513), roi de Suède (1483 et 1497-1501)
    - Christian II de Danemark (1481-1559), roi de Danemark et de Norvège (1513-1523), roi de Suède (1520-1523)

  - Frédéric Ier de Danemark (1471-1533), duc de Schleswig et de Holstein (1490-1533) puis roi de Danemark et de Norvège (1523-1533)
    - Christian III de Danemark (1503-1559), roi de Danemark et de Norvège (1534-1559)
      - Frédéric II de Danemark (1534-1588), roi de Danemark et de Norvège (1559-1588)
        - Christian IV de Danemark (1577-1648), roi de Danemark et de Norvège (1588-1648)
          - Frédéric III de Danemark (1609-1670), roi de Danemark et de Norvège (1648-1670)
            - Christian V de Danemark (1646-1699), roi de Danemark et de Norvège (1670-1699)
              - Frédéric IV de Danemark (1671-1730), roi de Danemark et de Norvège (1699-1730)
                - Christian VI de Danemark (1699-1746), roi de Danemark et de Norvège (1730-1746)
                  - Frédéric V de Danemark (1723-1766), roi de Danemark et de Norvège (1746-1766)
                    - Christian VII de Danemark (1749-1808), roi de Danemark et de Norvège (1766-1808)
                      - Frédéric VI de Danemark (1768-1839), roi de Danemark (1808-1839) et de Norvège (1808-1814)

                    - Frédéric de Danemark (1753-1805), régent de Danemark (1772-1784)
                      - Christian VIII de Danemark (1786-1848), roi de Norvège (mai à novembre 1814) et de Danemark (1839-1848)
                        - Frédéric VII de Danemark (1808-1863), roi de Danemark (1848-1863)

## Maison de Sonderbourg
En 1564, Frédéric II de Danemark donne le Sonderbourg à son frère cadet Jean : c'est l'acte de naissance d'une famille qui fera souche et donnera de nombreux monarques à beaucoup de pays européens. Actuellement, la maison de Sonderbourg règne toujours en Norvège (branche de Glücksbourg) et au Royaume-Uni (branche de Windsor). Même si la famille royale danoise se dénomme encore « maison de Glücksbourg », du strict point de vue généalogique, c'est la maison de Monpezat qui règne depuis l'accession au trône de Frédéric X en 2024.

### Branche aînée (1564-1709)
- Christian III de Danemark (1503-1559), roi de Danemark et de Norvège (1534-1559), et duc d'Holstein et de Schleswig (1533-1544)
  - Jean de Schleswig-Holstein-Sonderbourg (1545-1622), duc de Sonderbourg (1564-1622)
    - Alexandre de Schleswig-Holstein-Sonderbourg (1573-1627), duc de Sonderbourg (1622-1627)
      - Jean-Christian de Schleswig-Holstein-Sonderbourg (1607-1653), duc de Sonderbourg (1627-1653)
        - Christian-Adolphe de Schleswig-Holstein-Franzhagen (1641-1702), duc de Sonderbourg (1627-1653) puis de Franzhagen (1667-1702)
          - Léopold-Christian de Schleswig-Holstein-Franzhagen (1678-1707), duc de Franzhagen (1702-1707)
          - Louis-Charles de Schleswig-Holstein-Franzhagen (1684-1708), duc de Franzhagen (1707-1708)
            - Christian Adolphe II de Schleswig-Holstein-Franzhagen (1707-1709), duc de Franzhagen (1708-1709)

### Branche silésienne (1643-1737)
- Alexandre de Schleswig-Holstein-Sonderbourg (1573-1627), duc de Sonderbourg (1622-1627)
  - Alexandre-Henri de Schleswig-Holstein-Sonderbourg (1608-1667)
    - Ferdinand-Léopold de Schleswig-Holstein-Sonderbourg (1647-1702)
    - Alexandre-Rodolphe de Schleswig-Holstein-Sonderbourg (1651-1737)

### Branche d'Augustenbourg (1647-1931)
- Alexandre de Schleswig-Holstein-Sonderbourg (1573-1627), duc de Sonderbourg (1622-1627)
  - Ernest-Gonthier de Schleswig-Holstein-Sonderbourg-Augustenbourg (1609-1689), duc d'Augustenbourg (1647-1689)
    - Frédéric de Schleswig-Holstein-Sonderbourg-Augustenbourg (1652-1692), duc d'Augustenbourg (1689-1692)
    - Ernest-Auguste de Schleswig-Holstein-Sonderbourg-Augustenbourg (1660-1731), duc d'Augustenbourg (1692-1731)
    - Frédéric-Guillaume de Schleswig-Holstein-Sonderbourg-Augustenbourg (1668-1714)
      - Christian-Auguste Ier de Schleswig-Holstein-Sonderbourg-Augustenbourg (1696-1754), duc d'Augustenbourg (1731-1754)
        - Frédéric-Christian Ier de Schleswig-Holstein-Sonderbourg-Augustenbourg (1721-1794), duc d'Augustenbourg (1754-1794)
          - Frédéric-Christian II de Schleswig-Holstein-Sonderbourg-Augustenbourg (1765-1814), duc d'Augustenbourg (1794-1814)
            - Christian-Auguste II de Schleswig-Holstein-Sonderbourg-Augustenbourg (1798-1869), duc d'Augustenbourg (1814-1869)
              - Frédéric de Schleswig-Holstein-Sonderbourg-Augustenbourg (1829-1880), duc d'Augustenbourg (1869-1880)
                - Ernest-Gonthier de Schleswig-Holstein-Sonderbourg-Augustenbourg (1863-1921), duc d'Augustenbourg (1880-1921)

              - Christian de Schleswig-Holstein-Sonderbourg-Augustenbourg (1831-1917)
                - Albert de Schleswig-Holstein-Sonderbourg-Augustenbourg (1869-1931), duc d'Augustenbourg (1921-1931)

### Branche de Beck puis de Glücksbourg(1627)
- Alexandre de Schleswig-Holstein-Sonderbourg (1573-1627), duc de Sonderbourg (1622-1627)
  - Auguste-Philippe de Schleswig-Holstein-Beck (1612-1675), duc de Beck (1627-1675)
    - Auguste de Schleswig-Holstein-Beck (1652-1689), duc de Beck (1675-1689)
      - Frédéric-Guillaume Ier de Schleswig-Holstein-Beck (1682-1719), duc de Beck (1689-1719)

    - Frédéric-Louis de Schleswig-Holstein-Beck (1653-1728), duc de Beck (1719-1728)
      - Frédéric-Guillaume II de Schleswig-Holstein-Beck (1687-1749), duc de Beck (1728-1749)
        - Frédéric-Guillaume III de Schleswig-Holstein-Beck (1723-1757), duc de Beck (1749-1757)

      - Charles-Louis de Schleswig-Holstein-Beck (1690-1774), duc de Beck (1757-1774)
      - Pierre-Auguste de Schleswig-Holstein-Beck (1696-1775), duc de Beck (1774-1775)
        - Antoine de Schleswig-Holstein-Beck (1727-1759)
          - Frédéric de Schleswig-Holstein-Beck (1757-1816), duc de Beck (1775-1816)
            - Frédéric-Guillaume IV de Schleswig-Holstein-Beck (1785-1831), duc de Beck (1816-1825) puis de Glücksbourg (1825-1831)
              - Charles de Schleswig-Holstein-Glücksbourg (1813-1878), duc de Glücksbourg (1831-1878)
              - Frédéric Ier de Schleswig-Holstein-Glücksbourg (1814-1885), duc de Glücksbourg (1878-1885)
                - Frédéric-Ferdinand de Schleswig-Holstein-Glücksbourg (1855-1934), duc de Glücksbourg (1885-1934)
                  - Frédéric II de Schleswig-Holstein-Glücksbourg (1891-1965), duc de Glücksbourg (1934-1965)
                    - Pierre de Schleswig-Holstein-Glücksbourg (1922-1980), duc de Glücksbourg (1965-1980)
                      - Christophe de Schleswig-Holstein-Glücksbourg (1949-2023), duc de Glücksbourg (1980-2023)
                        - Friedrich Ferdinand de Schleswig-Holstein-Sonderbourg-Glücksbourg (1985), duc de Glücksbourg (2023)

#### Rameau royal de Danemark(1863)
- Frédéric-Guillaume IV de Schleswig-Holstein-Glücksbourg (1785-1831), duc de Beck (1816-1825) puis de Glücksbourg (1825-1831)
  - Christian IX de Danemark (1818-1906), roi de Danemark (1863-1906)
    - Frédéric VIII de Danemark (1843-1912), roi de Danemark (1906-1912)
      - Christian X de Danemark (1870-1947), roi de Danemark (1912-1947) et roi d'Islande (1918-1944)
        - Frédéric IX de Danemark (1899-1972), roi de Danemark (1947-1972)
          - Marguerite II de Danemark (1940), reine de Danemark (1972-2024)
            - Frédéric X de Danemark (1968), roi de Danemark (2024)
              - Christian de Danemark (2005), prince héritier de Danemark (2024)

#### Rameau royal de Norvège(1905)
- Frédéric VIII de Danemark (1843-1912), roi de Danemark (1906-1912)
  - Haakon VII de Norvège (1872-1957), roi de Norvège (1905-1957)
    - Olav V de Norvège (1902-1991), roi de Norvège (1957)
      - Harald V de Norvège (1937), roi de Norvège (1991)
        - Haakon de Norvège (1973), prince héritier de Norvège (1991)
          - Sverre de Norvège (2005)

#### Rameau royal de Grèce(1863)
- Christian IX de Danemark (1818-1906), roi de Danemark (1863-1906)
  - Georges Ier de Grèce (1845-1913), roi des Hellènes (1863-1913)
    - Constantin Ier de Grèce (1868-1923), roi des Hellènes (1913-1917 puis 1920-1922)
      - Georges II de Grèce  (1890-1947), roi des Hellènes (1946-1947)
      - Alexandre Ier de Grèce (1893-1920), roi des Hellènes (1917-1920)
      - Paul Ier de Grèce (1901-1964), roi des Hellènes (1947-1964)
        - Constantin II de Grèce (1940-2023), roi des Hellènes (1964-1973) puis prétendant au trône de Grèce (1973-2023)
          - Paul de Grèce (1967), diadoque de Grèce (1967) puis prétendant au trône de Grèce (2023)
            - Constantin Alexios de Grèce (1998)

#### Rameau royal du Royaume-Uni(2022)
- André de Grèce (1882-1944), fils de Georges Ier de Grèce
  - Philip Mountbatten (1921-2021), duc d'Édimbourg (1947)
    - Charles III du Royaume-Uni (1948), roi du Royaume-Uni de Grande-Bretagne et d'Irlande du Nord (2022)
      - William de Galles (1982), prince de Galles (2022)
        - George de Galles (2013)
        - Louis de Galles (2018)

      - Henry de Sussex (1984), duc de Sussex (2018)
        - Archie Mountbatten-Windsor (2019)

    - Andrew d'York (1960), duc d'York (1986)
    - Edward d'Édimbourg (1964), comte de Wessex (1999), duc d'Édimbourg (2023)
      - James Mountbatten-Windsor (2007)

### Branche de Glücksbourg (1622-1779)
- Jean de Schleswig-Holstein-Sonderbourg (1545-1622), duc de Sonderbourg (1564-1622)
  - Philippe Ier de Schleswig-Holstein-Glücksbourg (1584-1663), duc de Glücksbourg (1622-1663)
    - Christian de Schleswig-Holstein-Glücksbourg (1627-1698), duc de Glücksbourg (1663-1698)
      - Philippe II de Schleswig-Holstein-Glücksbourg (1673-1729), duc de Glücksbourg (1698-1729)
        - Frédéric Ier de Schleswig-Holstein-Glücksbourg (1701-1766), duc de Glücksbourg (1729-1766)
          - Frédéric II de Schleswig-Holstein-Glücksbourg (1747-1779), duc de Glücksbourg (1766-1779)

### Branche de Plön (1761)
- Jean de Schleswig-Holstein-Sonderbourg (1545-1622), duc de Sonderbourg (1564-1622)
  - Joachim-Ernest de Schleswig-Holstein-Plön (1595-1671), duc de Plön (1623-1671)
    - Jean-Adolphe de Schleswig-Holstein-Plön (1634-1704), duc de Plön (1671-1704)
      - Adolphe-Auguste de Schleswig-Holstein-Plön (1680-1704)
        - Léopold-Auguste de Schleswig-Holstein-Plön (1702-1706), duc de Plön (1704-1706)

    - Auguste de Schleswig-Holstein-Norbourg (1635-1699), duc de Norbourg (1676-1699)
      - Joachim-Frédéric de Schleswig-Holstein-Plön (1668-1722), duc de Plön (1706-1722)
      - Christian-Charles de Schleswig-Holstein-Plön (1674-1706)
        - Frédéric-Charles de Schleswig-Holstein-Plön (1706-1761), duc de Norbourg (1722-1729) et de Plön (1722-1761)

    - Joachim-Ernest II de Schleswig-Holstein-Plön (1637-1700), duc de Rethwisch (1671-1700)
      - Jean-Ernest de Schleswig-Holstein-Plön (1684-1729), duc de Rethwisch (1700-1729)

## Maison de Gottorp(1544)
En 1544, Christian III de Danemark décide de partager ses duchés de Schleswig et de Holstein avec ses demi-frères, Jean et Adolphe. Le premier reçoit Hadersleben et le second reçoit Gottorp. À la suite du traité de Frederiksborg, les ducs de Gottorp perdent les terres qu'ils ont en Schleswig, ils prennent alors le nom d'Holstein-Gottorp. À partir de 1762, ils accèdent au trône de Russie. Finalement en 1773, Paul de Holstein-Gottorp échange les terres qu'il possède encore en Holstein contre le Oldenbourg et reprend le nom Romanov.

### Branche aînée
- Frédéric Ier de Danemark (1471-1533), duc de Schleswig et de Holstein (1490-1533) puis roi de Danemark et de Norvège (1523-1533)
  - Adolphe de Schleswig-Holstein-Gottorp (1526-1586), duc de Schleswig-Holstein-Gottorp (1544-1586)
    - Frédéric II de Schleswig-Holstein-Gottorp (1568-1587), duc de Schleswig-Holstein-Gottorp (1586-1587)
    - Philippe de Schleswig-Holstein-Gottorp (1570-1590), duc de Schleswig-Holstein-Gottorp (1587-1590)
    - Jean-Adolphe de Schleswig-Holstein-Gottorp (1575-1616), duc de Schleswig-Holstein-Gottorp (1590-1616)
      - Frédéric III de Schleswig-Holstein-Gottorp (1597-1659), duc de Schleswig-Holstein-Gottorp (1616-1659)
        - Christian-Albert de Schleswig-Holstein-Gottorp (1641-1695), duc de Schleswig-Holstein-Gottorp (1659-1695)
          - Frédéric IV de Schleswig-Holstein-Gottorp (1671-1702), duc de Schleswig-Holstein-Gottorp (1695-1702)
            - Charles-Frédéric de Holstein-Gottorp (1700-1739), duc de Schleswig-Holstein-Gottorp (1702-1713) puis duc de Holstein-Gottorp (1713-1739)
              - Pierre de Holstein-Gottorp (1728-1762), duc de Holstein-Gottorp (1739-1762) et empereur de Russie (1762)
                - Paul de Holstein-Gottorp (1754-1801), duc de Holstein-Gottorp (1762-1773) puis empereur de Russie (1796-1801)

### Branche impériale de Russie(1762)
- Charles-Frédéric de Holstein-Gottorp (1700-1739), duc de Schleswig-Holstein-Gottorp (1702-1713) puis duc de Holstein-Gottorp (1713-1739)
  - Pierre III de Russie (1728-1762), duc de Holstein-Gottorp (1739-1762) et empereur de Russie (1762)
    - Paul Ier de Russie (1754-1801), duc de Holstein-Gottorp (1762-1773) puis empereur de Russie (1796-1801)
      - Alexandre Ier de Russie (1777-1825), empereur de Russie (1801-1825)
      - Nicolas Ier de Russie (1796-1855), empereur de Russie (1825-1855)
        - Alexandre II de Russie (1818-1881), empereur de Russie (1855-1881)
          - Alexandre III de Russie (1845-1894), empereur de Russie (1881-1894)
            - Nicolas II de Russie (1868-1918), empereur de Russie (1894-1917)
            - Michel II de Russie (1878-1918), empereur de Russie (1917)

          - Vladimir de Russie (1847-1909)
            - Cyrille Ier de Russie (1876-1938), prétendant au trône russe (1924-1938)
              - Vladimir Ier de Russie (1917-1992), prétendant au trône russe (1938-1992)
                - Marie Ire de Russie (1953), prétendante au trône russe (1992)

        - Nicolas de Russie (1831-1891)
          - Pierre de Russie (1864-1931)
            - Roman Romanov (1896-1978)
              - Nicolas III de Russie (1922-2014), prétendant au trône russe (1992-2014)
              - Dimitri III de Russie (1926-2016), prétendant au trône russe (2014-2016)

        - Michel de Russie (1832-1909)
          - Alexandre de Russie (1866-1933)
            - André Romanov (1897-1981)
              - André Ier de Russie (1923-2021)
                - Alexis II de Russie (1953), prétendant au trône russe (2021)

### Branche royale de Suède(1751-1877)
- Christian-Albert de Schleswig-Holstein-Gottorp (1641-1695), duc de Schleswig-Holstein-Gottorp (1659-1695)
  - Christian-Auguste de Holstein-Gottorp (1673-1726), prince-évêque de Lübeck (1705-1726)
    - Adolphe-Frédéric de Suède (1710-1771), prince-évêque de Lübeck (1727-1750) puis roi de Suède (1751-1771)
      - Gustave III de Suède (1746-1792), roi de Suède (1771-1792)
        - Gustave IV de Suède (1778-1837), roi de Suède (1792-1809)
          - Gustave de Holstein-Gottorp (1799-1877), prince de Vasa (1829-1877)

      - Charles XIII de Suède (1748-1818), roi de Suède (1809-1818)

### Branche ducale d'Oldenbourg(1774)
- Christian-Albert de Schleswig-Holstein-Gottorp (1641-1695), duc de Schleswig-Holstein-Gottorp (1659-1695)
  - Christian-Auguste de Holstein-Gottorp (1673-1726), prince-évêque de Lübeck (1705-1726)
    - Frédéric-Auguste Ier d'Oldenbourg (1711-1785), duc d'Oldenbourg (1773-1785)
      - Guillaume d'Oldenbourg (1754-1823), duc d'Oldenbourg (1785-1823)

    - Georges de Holstein-Gottorp (1719-1763)
      - Pierre Ier d'Oldenbourg (1755-1829), prince-évêque de Lübeck (1785-1803) puis duc d'Oldenbourg (1823-1829)
        - Auguste Ier d'Oldenbourg (1783-1853), grand-duc d'Oldenbourg (1829-1853)
          - Pierre II d'Oldenbourg (1827-1900), grand-duc d'Oldenbourg (1853-1900)
            - Frédéric-Auguste II d'Oldenbourg (1852-1931), grand-duc d'Oldenbourg (1900-1918)
              - Nicolas d'Oldenbourg (1897-1970), prétendant au trône d'Oldenbourg (1931-1970)
                - Antoine d'Oldenbourg (1923-2014), prétendant au trône d'Oldenbourg (1970-2014)
                  - Christian d'Oldenbourg (1955), prétendant au trône d'Oldenbourg (2014)
                    - Alexandre d'Oldenbourg (1990)